# Schwimmbad Moskwa

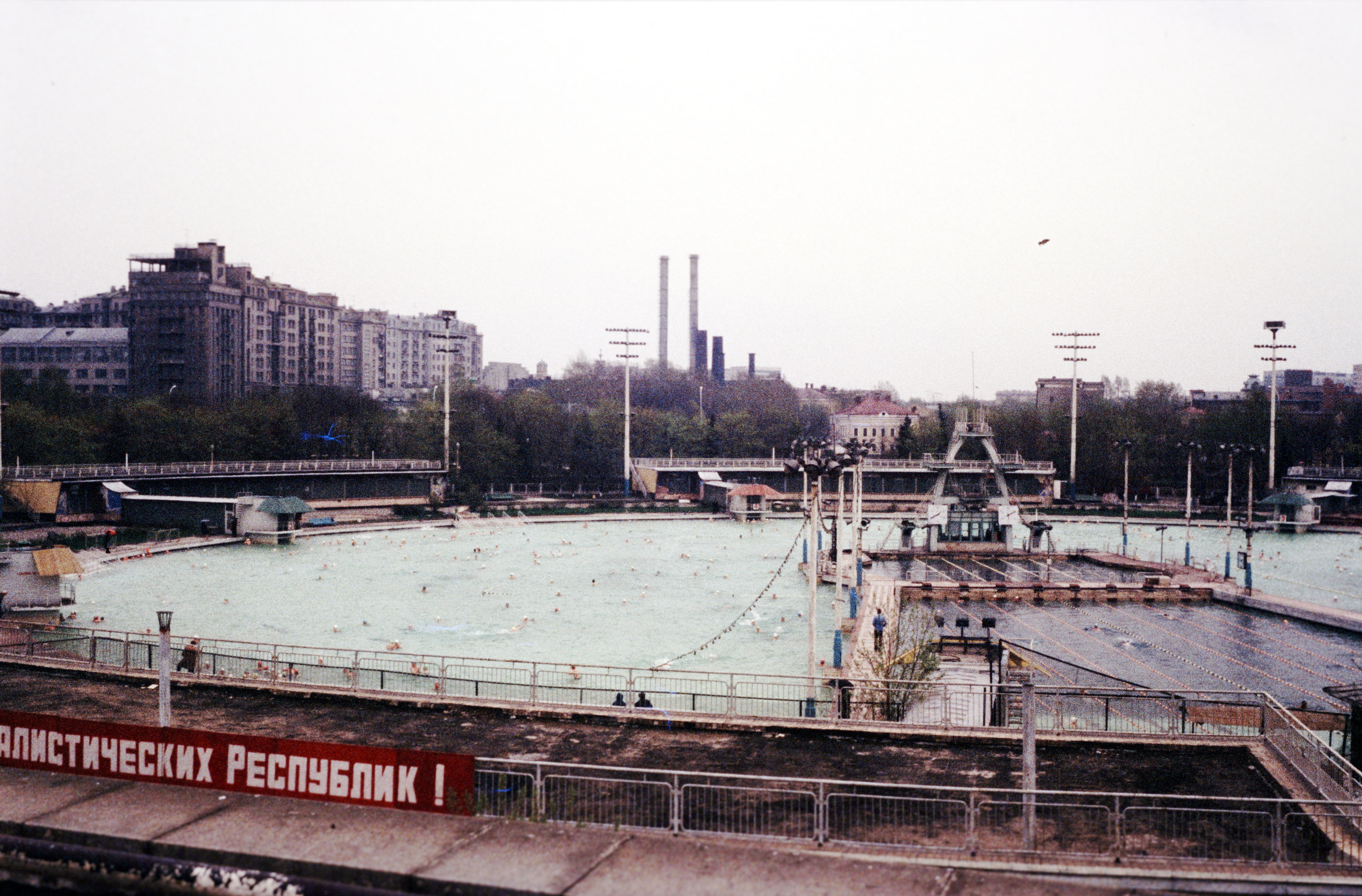
Schwimmbad Moskwa (1980)

Das Schwimmbad Moskwa bzw. Moskau (russisch плавательный бассейн «Москва»/ plawatelny bassein «Moskwa») bestand von 1960 bis 1993 in Moskau an der Stelle der 1931 gesprengten Christ-Erlöser-Kirche, des Nationaldenkmals des zaristischen Russlands. 
Statt der Kirche sollte der 415 m hohe, mit einer 70 m hohen Leninstatue gekrönte Palast der Sowjets entstehen. Die Arbeiten kamen über die Errichtung des Fundaments nicht hinaus, wurden bei Kriegsbeginn 1941 ganz eingestellt und nach Kriegsende nicht wieder aufgenommen.
Im Jahr 1958 begann nach Plänen des Architekten Dmitri Nikolajewitsch Tschetschulin auf den Palastfundamenten der Bau eines öffentlichen Freibads. Das Vorhaben sorgte für Unwillen unter den Gläubigen, der sich auch in dem geflügelten Wort „war Kirche, dann Kram, ist jetzt Schande“ («был храм, потом — хлам, а теперь — срам») ausdrückte.
Das Schwimmbecken des Freibads hatte die Form eines Kreises mit einem Durchmesser von 129,5 m, in dessen Mitte ein Sprungturm stand. Innerhalb des Kreises war ein viereckiges 50-m-Becken mit markierten Bahnen abgeteilt. Das Freibad war ganzjährig geöffnet, im Winter wurde es beheizt, wodurch das Becken wie eine Nebellandschaft erschien.
Nach dem Zerfall der Sowjetunion ließen die extrem gestiegenen Energiepreise und die schlechte wirtschaftliche Situation den weiteren Betrieb des Schwimmbades nicht mehr zu. Nachdem es mehrere Jahre unbeheizt und ohne Wasser der Witterung ausgesetzt war, wies es schwere Schäden auf und war völlig marode. Der Abbruch des verfallenen Schwimmbades und die Wiedererrichtung der Christ-Erlöser-Kathedrale an seiner Stelle fanden weite Zustimmung in der russischen Öffentlichkeit.